# Гроза над полями
Гроза над полями — советский художественный фильм, снятый на киностудии им. Довженко в 1958 году режиссёрами Юрий Лысенко и Николаем Красием по мотивам романа Анатолия Шияна «Гроза».

## Сюжет
О становлении Советской власти в украинском селе через историю судьбы женщины. Яков Македон, ходивший на заработки, возвращается домой. На хуторе осталась любимая Софья. Красавица рассказывает ему, что её братья обманом заставили выйти замуж за богача Изарова. Правда, теперь она свободна: год назад муж умер, оставив ей большое состояние, и они снова могут быть счастливы. Но счастье молодых под угрозой…

## В ролях
- Генрих Осташевский — Яков,
- Дзидра Ритенберга — Софья,
- Никита Ильченко — отец Якова,
- Любовь Комарецкая — мать Якова
- Валентин Грудинин — Артём,
- Данута Столярская — Нина,
- Дмитрий Милютенко — Трофим
- Варвара Маслюченко — Олимпиада,
- Иван Костюченко — Лукьян,
- Георгий Бескаравайный — Александр,
- Александр Хвыля — Данило Тягно,
- Иван Кононенко-Козельский — полковник (в титрах И. Кононенко)

в эпизодах:
- Георгий Бабенко
- Николай Блащук
- Федор Гладков,
- Николай Досенко
- Роман Есипенко
- Нина Заручинская
- Валентина Ивашёва
- Дмитрий Костенко
- Ольга Короткевич
- В. Куренной
- Таня Ковалюк
- Лаврентий Масоха,
- Габриэль Нелидов-Френкель (в титрах Г. Нелидов)
- С. Пилипенко
- Сергей Сибель
- Андрей Сова — эпизод
- Александр Толстых
- Василий Фущич
- Юрий Цупко
- Дмитрий Капка — выборный (нет в титрах).

## Съёмочная группа
- Режиссёры: Юрий Лысенко, Николай Красий
- Оператор: Иван Шеккер
- Режиссёр: В. Королёв
- Композитор: Платон Майборода
- Звукооператор: А. Грузов
- Редактор: Н. Орлова
- Монтаж: И. Карпенко
- Художники: по декорациям Алексей Бобровников, по костюмам М. Васильев, по гриму В. Шикин
- Комбинированные съёмки: художник Н. Абрамов, оператор Ирина Трегубова
- Оркестр украинского радио, дирижёр Константин Симеонов
- Директор: П. Веледницкий